# Matt Philip
Pour les articles homonymes, voir Philip.
Pas d'image ? Cliquez ici

a Compétitions nationales et continentales officielles uniquement.

b Matchs officiels uniquement.
Dernière mise à jour le 19 août 2023.
Matt Philip, né le 7 mars 1994 à Mona Vale (Australie), est un joueur international australien de rugby à XV jouant au poste de deuxième ligne. Il évolue au sein du club japonais du Yokohama Canon Eagles depuis 2024. 

## Carrière

### En club
Matt Philip commence à jouer au rugby avec les Warringah Rats jusqu'en junior avant de rejoindre les équipes jeunes de Manly. Il commence ensuite sa carrière en 2014 avec le club de Sydney University, qui dispute le Shute Shield (championnat amateur de la région de Sydney).
En 2014, il est retenu dans l'effectif des Sydney Stars pour disputer le NRC. En 2014 également, il s’entraîne avec la franchise des Waratahs.
Au cours de la saison 2016 de Super Rugby, il est appelé par la Western Force qui le recrute jusqu'à la fin de saison. Il fait ses débuts en Super Rugby le 2 juillet 2016 contre les Cheetahs. À la fin de la saison, il prolonge son contrat avec cette franchise jusqu'en 2017.
En 2016, il fait une pige d'une saison en Nouvelle-Zélande avec la province de Southland en NPC,.
Lors de la saison 2017 de Super Rugby, il s'impose comme un titulaire régulier de l'équipe grâce à son profil de deuxième ligne complet,. Cependant cette saison est la dernière qu'il joue avec la Force, puisque cette équipe est exclue du Super Rugby à la fin de la saison en raison de son manque de résultat. Toujours en 2017, il rejoint l'équipe de Perth Spirit en NRC, avec qui il joue une saison.
A la recherche d'une nouvelle équipe de Super Rugby, il signe un contrat de deux saisons avec la franchise des Melbourne Rebels en 2018. Parallèlement, il rejoint également les Melbourne Rising en NRC. 
Après trois saisons avec les Rebels, il décide de rejoindre la France et la Section paloise, évoluant en Top 14 à partir de la saison 2020-2021,. Lors de la dernière journée de Top 14 face au Montpellier HR, il marque le dernier essai du match (synonyme de bonus offensif) à la 81e minute et permet le maintien du club palois en Top 14. À l'issue de la saison, il quitte le Béarn pour retourner en Australie avec les Melbourne Rebels.
Il fait son retour avec les Rebels, où il s'est engagé pour deux saisons, pour la saison 2022 de Super Rugby. La saison suivante, il ne joue que trois matchs en fin de saison, après avoir été écarté six mois à cause d'une blessure au genou.
En juin 2023, au terme de son contrat avec les Rebels, il annonce quitter la franchise, et s'engage avec le club japonais des Yokohama Canon Eagles, à partir de la saison 2024 de League One,.

### En équipe nationale
Matt Philip joue avec la sélection scolaire australienne (en) en 2012, aux côtés de futurs internationaux australiens comme Jack Dempsey, Tom Robertson ou encore Jake McIntyre.
Il joue également avec l'équipe d'Australie des moins de 20 ans lors du championnat du monde junior 2014.
En octobre 2017, il est sélectionné avec les Wallabies par le sélectionneur Michael Cheika afin de participer à la tournée de novembre en Europe et au Japon,. Il obtient sa première cape internationale avec l'équipe d'Australie le 4 novembre 2017 contre l'équipe du Japon à Yokohama,.
Après trois ans loin des Wallabies, il retrouve la sélection en 2020 sous la direction du nouveau sélectionneur Dave Rennie,.
En juillet 2023, il est sélectionné en équipe nationale par Eddie Jones pour participer au Rugby Championship 2023. Le 10 août 2023, il est annoncé au sein du groupe australien de 33 joueurs sélectionnés pour disputer la Coupe du monde 2023 en France.

## Statistiques
Au 19 août 2023, Matt Philip compte 28 capes en équipe d'Australie, dont vingt en tant que titulaire, depuis le 4 novembre 2017 contre l'équipe du Japon à Yokohama.
Il participe à quatre éditions du Rugby Championship, en 2020, 2021, 2022 et 2023. Il dispute quinze rencontres dans cette compétition.